# Giulio Morelli
Giulio Morelli (Padova, 8 maggio 1915 – 10 maggio 1985) è stato un regista e sceneggiatore italiano.

## Biografia
Laureato in lettere e allievo del Centro Sperimentale di Cinematografia, dal 1939 si dedica al cinema come aiuto regista, sceneggiatore (collabora soprattutto con Mario Camerini) e autore di documentari. Tra il 1949 e il 1953, anno in cui lasciò, diresse tre film, tutti rientranti nel filone dei melodrammi sentimentali strappalacrime, molto in voga in quel periodo, di non grande interesse: l'ultimo venne distribuito ben tre anni dopo la sua realizzazione, passando quasi del tutto inosservato. È scomparso all'età di 70 anni.

## Filmografia

### Regista
- La roccia incantata (1949)
- Cento piccole mamme (1952)
- Cavallina storna (1953, ma distribuito nel 1956) anche soggetto e sceneggiatura

### Altre mansioni
- Il documento di Mario Camerini (1939) aiuto regia
- Dora Nelson di Mario Soldati (1940) aiuto regia
- Una romantica avventura di Mario Camerini (1940) sceneggiatura (non accreditata)
- I promessi sposi di Mario Camerini (1941) aiuto regia
- Via delle Cinque Lune di Luigi Chiarini (1942) ispettore di produzione
- Una storia d'amore di Mario Camerini (1942) sceneggiatura e aiuto regia
- T'amerò sempre di Mario Camerini (1943) sceneggiatura e aiuto regia
- Lo sconosciuto di San Marino di Michał Waszyński e Vittorio Cottafavi (1946) sceneggiatura
- Fiamme sul mare di Michał Waszyński e Vittorio Cottafavi (1947) soggetto